# Wojciech Pszoniak
Wojciech Pszoniak, född 2 maj 1942 i Lviv, död 19 oktober 2020 i Warszawa, var en polsk skådespelare. Hans internationella karriär tog fart med rollen som Moryc Welt i Andrzej Wajdas film Det förlovade landet. Han spelade Maximilien de Robespierre i Wajdas film Danton och titelrollen i Wajdas film Korczak.